# Châu Hưng A
Châu Hưng A là một xã thuộc huyện Vĩnh Lợi, tỉnh Bạc Liêu, Việt Nam.

## Địa lý
Xã Châu Hưng A nằm ở phía bắc huyện Vĩnh Lợi, có vị trí địa lý:
- Phía đông và phía bắc giáp tỉnh Sóc Trăng
- Phía tây giáp xã Châu Thới
- Phía nam giáp thị trấn Châu Hưng.

Xã Châu Hưng A có diện tích 29,71 km², dân số năm 2022 là 11.715 người, mật độ dân số đạt 394 người/km².

## Hành chính
Xã Châu Hưng A được chia thành 8 ấp: Chắt Đốt, Hà Đức, Nhà Dài A, Nhà Dài B, Thạnh Long, Thông Lưu A, Trà Ban I, Trà Ban II.

## Lịch sử
Ngày 13 tháng 5 năm 2002, Chính phủ ban hành Nghị định số 55/2002/NĐ-CP về việc thành lập xã Châu Hưng A trên cơ sở 2.959,21 ha diện tích tự nhiên và 9.680 nhân khẩu của xã Châu Hưng.
Ngày 26 tháng 7 năm 2005, Chính phủ ban hành Nghị định số 96/2005/NĐ-CP về việc thành lập huyện Hòa Bình trên cơ sở một phần diện tích và dân số của huyện Vĩnh Lợi. Xã Châu Hưng A trực thuộc huyện Vĩnh Lợi.

## Kinh tế - xã hội
Các trường học trên địa bàn xã Châu Hưng A:
- Trường MN Phong Lan
- Trường Tiểu học Mai Thanh Thế.

Hiện nay, xã có 1 trạm y tế tại ấp Nhà Dài A.

## Văn hóa - du lịch
Bia kỷ niệm trận đánh Đồn Cầu Trâu năm 1962 (di tích lịch sử - văn hóa cấp tỉnh), tọa lạc tại ấp Trà Ban II, xã Châu Hưng A, huyện Vĩnh Lợi (trước đây thuộc huyện Thạnh Trị, tỉnh Sóc Trăng). Cách trung tâm huyện khoảng 4 km về hướng Bắc (theo Quốc lộ 1). Khu di tích gắn liền với tiểu sử của liệt sĩ Mai Thanh Thế, đã được UBND tỉnh Bạc Liêu xếp hạng di tích lịch sử - văn hóa cấp tỉnh năm 2009.

## Giao thông
Đường Nguyễn Minh Nhựt: Bắt đầu từ Quốc lộ 1 đến cầu Chắc Đốt có tổng chiều dài là 7.414 m.